# L'Affaire Tripsey
L'Affaire Tripsey est un livre-jeu écrit par Frédéric Blayo en 1986, et édité par Presses Pocket dans la collection Histoires à jouer : Sherlock Holmes, dont c'est le deuxième tome.